# Euphoria precaria
Euphoria precaria är en skalbaggsart som beskrevs av Oliver Erichson Janson 1881. Euphoria precaria ingår i släktet Euphoria och familjen Cetoniidae. Inga underarter finns listade i Catalogue of Life.